# Christiaan Varenhorst
Christiaan Varenhorst (Valthermond, 6 de maio de 1990) é um jogador de vôlei de praia neerlandês.

## Carreira
No ano de 2008 disputou a edição do Campeonato Mundial Sub-21 realizado em Brighton, ao lado de Alexander Brouwer, e conquistou a medalha de prata. 
Representou, ao lado de Reinder Nummerdor, seu país nos Jogos Olímpicos de Verão. Nos Jogos Olímpicos de Verão de 2016, terminando em sexto lugar, caindo nas quartas-de-finais.

## Premiações individuais
- Melhor Atacante do Ano do Circuito Mundial de Vôlei de Praia de 2015
- Melhor Novato do Ano do Circuito Mundial de Vôlei de Praia de 2012